# 民族解放武装力量
民族解放武装力量（西班牙語：Fuerzas Armadas de Liberación Nacional，缩写为FALN）是委内瑞拉历史上的一支共产主义游击队，活跃于1962年－1969年，以推翻委内瑞拉政府为目标。1962年，委内瑞拉共产党创建该组织。1965年，委内瑞拉共产党决定逐步停止武装斗争。1966年4月，主张武装斗争的一派从委内瑞拉共产党分裂出去，另建委内瑞拉革命党。在委内瑞拉革命党领导下，民族解放武装力量的武装反抗活动持续到1970年代后期。